# Wilogne
Wilogne orthographié aussi Willogne est un petit village de la ville belge de Houffalize située en province de Luxembourg dans la Région wallonne.
Il faisait partie de la commune de Mont avant la fusion des communes de 1977.

## Histoire
En 1795, fusionne avec Mont

## Situation
Ce village est directement accroché au village de Dinez